# Beimajuanzi
Beimajuanzi (kinesiska: 北马圈子镇, 北马圈子) är en köping i Kina. Den ligger i provinsen Hebei, i den norra delen av landet, omkring 120 kilometer nordost om huvudstaden Peking. Antalet invånare är 12 519. Befolkningen består av 5 808 kvinnor och 6 711 män. Barn under 15 år utgör 12,0 %, vuxna 15-64 år 78 %, och äldre över 65 år 9,0 %.
Genomsnittlig årsnederbörd är 880 millimeter. Den regnigaste månaden är juli, med i genomsnitt 246 mm nederbörd, och den torraste är januari, med 2 mm nederbörd.